# ساوت برنچ (نیوجرسی)
ساوت برنچ (به انگلیسی: South Branch) یک منطقهٔ مسکونی در ایالات متحده آمریکا است که در هیلزبور، نیوجرسی واقع شده‌است. ساوت برنچ ۲۴٫۹۹ متر بالاتر از سطح دریا واقع شده‌است.